# Mala Vilșanka, Vilșanka
Mala Vilșanka (în ucraineană Мала Вільшанка) este localitatea de reședință a comunei Mala Vilșanka din raionul Vilșanka, regiunea Kirovohrad, Ucraina.

## Demografie
Componența lingvistică a localității Mala Vilșanka
     Ucraineană (78,66%)
     Bulgară (6,95%)
     Română (6,7%)
     Alte limbi (1,98%)
Conform recensământului din 2001, majoritatea populației localității Mala Vilșanka era vorbitoare de ucraineană (78,66%), existând în minoritate și vorbitori de bulgară (6,95%), română (6,7%) și armeană (1,49%).

## Vezi și
- Românii de la est de Nistru